# Calvaire de Moresnet-Chapelle

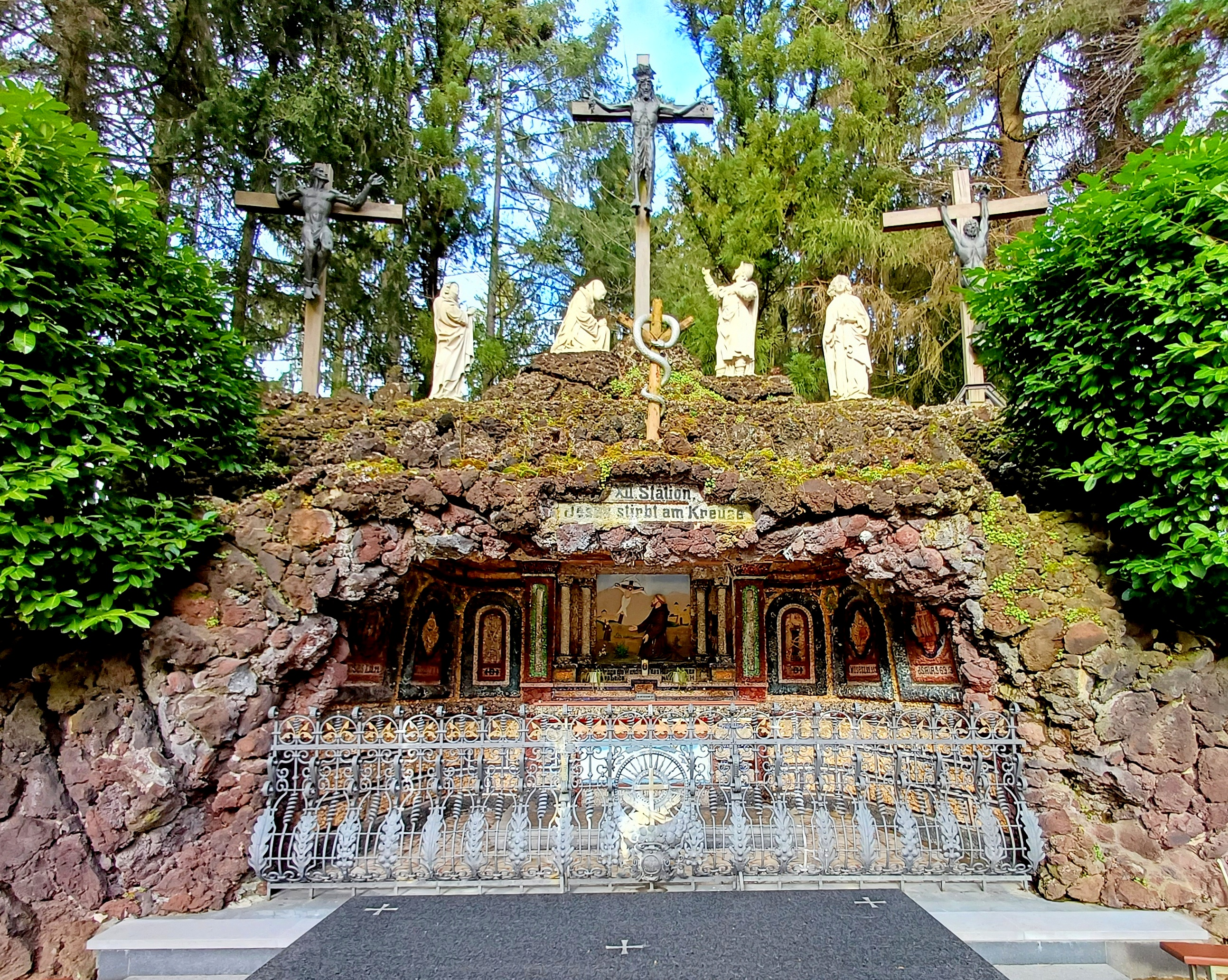
Le calvaire de Moresnet (Douzième station).

Le calvaire de Moresnet-Chapelle est la 12e station d’un monumental Chemin de croix situé à Moresnet-Chapelle, dans la province de Liège, en Belgique. Conçu et construit par des franciscains allemands au début du XXe siècle le Chemin de croix est une addition au site de pèlerinage marial qu’était devenu Moresnet-Chapelle.

## Histoire

### Initiative des Franciscains
Moresnet est un lieu de dévotion à la Vierge Marie depuis 1750. Les Franciscains allemand s’y installent en 1875, à la demande de l‘évêque de Liège, Mgr de Montpellier, pour assurer le service pastoral des pèlerins. En 1879 ils construisent une nouvelle chapelle néo-gothique.
Vingt ans plus tard, en 1895, avec l’aide de bienfaiteurs allemands (dont le baron F. Raiz von Trenz) qui achètent les terrains qui entourent la chapelle, ils mettent en chantier un monumental Chemin de la Croix. Le père Johann Ruiter, supérieur du couvent franciscain, prend l’initiative du projet. Les travaux commencent en 1898. Le frère Quintilian Borren arrivé en 1901, achève l’ensemble en 1904, aménageant également le site en parc et jardin botanique. 
Les stations sont intégrées dans un parcours circulaire, cachées parmi les plantes d'un jardin botanique, elles ne sont visibles que de très près. Le parc était doté de 68 000 espèces de plantes différentes.
Les quatorze stations du Chemin de la Croix sont aménagées en forme de grottes et sont recouvertes à l'extérieur de pierre lavique. À l'intérieur, elles sont enrichies de mosaïques multicolores représentant des colonnes, des murs, des fenêtres et des objets ornementaux. Les images du Chemin de la Croix sont des hauts-reliefs en pierre sculptés par Wilhelm Albermann. 

### La12estation(le 'Calvaire')
Les figures en pierre de la XIIe station (la mort de Jésus en croix), réalisées entre 1898 et 1903 par Lambert Piedbœuf (de), constituent à proprement parler ce que l’on appelle le ‘calvaire’. Elles ont été remplacées en 1983 par des statues en bronze du frère mineur Laurentius Ulrich Englisch (de), un élève de Joseph Beuys. La rénovation du bois des croix de cette 12e station eut lieu en 2006.
Un espace a été aménagé devant cette 12e station (le 'calvaire) pour y recevoir une foule plus importante, avec un autel et ce qui est nécessaire pour célébrer occasionnellement l’Eucharistie. 